# Fråga biblioteket
Fråga biblioteket var en informations- och frågetjänst driven av svenska bibliotek. Projektet startade 1996 inom ramen för Den digitala salongen, som en ideell verksamhet och övergick 2003 till ett samarbetsprojekt med Örebro stadsbibliotek som ansvarig för ledningen. Tjänsten administrerades sedan 2006 av Informations- och lånecentralerna i Malmö, Stockholm och Umeå på uppdrag av kulturrådet. Tjänsten bemannades av bibliotekarier från ett 70-tal svenska folkbibliotek.
Ett liknande projekt mellan fyra universitet och högskolor, Jourhavande bibliotekarie, startade 2003, och drevs sedan 2005 av Kungliga biblioteket tillsammans med ett 20-tal forskningsbibliotek. Sedan 2007 gick dessa båda projekt under det gemensamma namnet Fråga biblioteket.
Projektet svarade på frågor via nätet. Där kunde man som privatperson utan inloggningsuppgifter få svar från jourhavande bibliotekarie antingen via e-postservice eller chat. Fråga biblioteket hade som målsättning att kunna svara på e-post inom 24 timmar. Senast under nästa arbetsdag. Chatfunktionen hade särskilda öppettider.
2010 lämnade forskningsbiblioteken tjänsten och tjänsten drevs vidare med hjälp av folkbibliotekens personal, fortfarande under ledning av Informations- och lånecentralerna med medel från Statens kulturråd. Ett av målen var vidareutveckling av tjänsten.
Tjänsten upphörde i mars 2011. Den 19 september 2011 startade istället Bibblan svarar. En uppdaterad svarstjänst med ett mer personligt tilltal och inbyggt arkiv.
2012 tog Kungliga biblioteket över finansieringen av tjänsten inom sitt nya uppdrag för nationell samordning av biblioteksverksamhet i Sverige.